# فاما ۴۰۸
سیارک ۴۰۸ (به انگلیسی: 408 Fama، نامگذاری:1895CD) چهارصد و هشتمین سیارک کشف شده‌است که در ۱۳ اکتبر ۱۸۹۵ و در هایدلبرگ کشف شد.
قدر مطلق سیارک برابر ۹٫۵۰ است.